# 陸馛
陸 馛（りく はつ、生年不詳 - 474年）は、北魏の官僚。本貫は代郡。

## 経歴
陸俟の長男として生まれた。若くして内都下大夫となり、文成帝に仕えた。
453年（興安元年）、聊城侯の爵位を受け、散騎常侍・安南将軍・相州刺史として出向し、仮の長広公となった。陸馛の相州統治は清廉公平なことで知られた。相州の名望ある宿老10人を友人として待遇して、かれらを「十善」と称した。また諸県の豪族から100人あまりを仮子に迎えた。陸馛が散騎常侍として平城に召還されると、相州の民1000人あまりが留任を求めたが、献文帝は許さなかった。相州の官吏や民衆は離任する陸馛に布帛を贈ろうとしたが、陸馛は受け取らず、民衆も取らなかったため、これを原資に仏寺が造営され、名を長広公寺といった。後に陸馛は父の爵位を嗣いで、建安王に改封された。
466年（天安元年）、南朝宋の司州刺史の常珍奇が懸瓠で北魏に帰順すると、陸馛は新帰の民衆の慰撫にあたり、軍によって奴婢に落とされた者を解放して、民心を安定させた。470年（皇興4年）、柔然が北魏の北辺を侵し、献文帝が親征の軍を発すると、陸馛は選部尚書となり、平城の留守の事務と兵糧の輸送の監督を任された。
471年（皇興5年）、献文帝が京兆王拓跋子推に帝位を譲ろうとしたため、任城王拓跋雲や隴西王源賀らが強く諫めた。陸馛は刎頸を賭けて皇太子への継承を訴えた。献文帝も陸馛の意を認めて京兆王への譲位をあきらめ、陸馛を太保とし、帝位を孝文帝に伝えた。
474年（延興4年）、陸馛は死去した。諡は貞王といった。

## 子女
6人の男子があった。
- 陸琇
- 陸凱

## 伝記資料
- 『魏書』巻40 列伝第28
- 『北史』巻28 列伝第16